# بوبي ديبارغ
بوبي ديبارغ (بالإنجليزية: Bobby DeBarge)‏ هو عازف بيانو ومغني أمريكي، ولد في 5 مارس 1956 في ديترويت في الولايات المتحدة، وتوفي في 16 أغسطس 1995 في غراند رابيدز في الولايات المتحدة.

## روابط خارجية
- بوبي ديبارغ على موقع IMDb (الإنجليزية)
- بوبي ديبارغ على موقع ميوزك برينز (الإنجليزية)
- بوبي ديبارغ على موقع ديسكوغز (الإنجليزية)